# Franz von Paula Schrank
Franz von Paula Schrank, né le 21 août 1747 à Varnbach près de Neuburg am Inn et mort le 22 décembre 1835 à Munich est un prêtre jésuite et un naturaliste bavarois.

## Jeunesse et formation
A neuf ans, Schrank fréquente le collège jésuite de Passau et à quinze ans il entre dans la Compagnie de Jésus. Il passe la première année de son noviciat à Vienne et la seconde à Ödenburg (aujourd’hui Sopron en Hongrie) où il suit les cours d’un missionnaire revenant du Brésil et qui l’intéresse à l’histoire naturelle. Il étudie ensuite à Raab, à Tyrnau (aujourd’hui Trnava en Hongrie) et à Vienne.

## Enseignant
Pour des raisons de santé, son souhait de partir comme missionnaire en Inde n'est pas accordé. Il est envoyé enseigner au Collège de Linz à partir de 1769. Après la suppression de la compagnie de Jésus, il se rend à Passau où il est ordonné prêtre en décembre 1774 et obtient son doctorat en théologie en 1776 à Vienne.
En 1776, il fait paraître Beiträge zur Naturgeschichte et est nommé professeur de mathématique et de physique au lycée d'Amberg puis professeur de rhétorique à Burghausen. En 1784, il devient professeur d'éloquence avant d’enseigner la botanique économique et l’économie rurale à l’université d’Ingolstadt puis conseiller ecclésiastique à Landshut. En 1809, l’Académie des sciences de Munich l’élit comme membre à la condition qu’il prenne en charge le jardin botanique qui venait d’être créé dans la ville, charge qu’il occupera jusqu’à sa mort.

## Œuvres principales
Il est l’auteur de Vorlesungen über die Art die Naturgeschichte zu studieren (Ratisbohn, 1780), Enumeratio insectorum Austriæ indigenorum (Vienne, 1781), Anleitung die Naturgeschichte zu studieren (Munich, 1783), Naturhistorishce Briefe über Österreich, Salzburg, Passau und Berchtsgaden (deux volumes, Salzbourg, 1784-1785), Anfangsgründe der Botanik (Muchin, 1785), Verzichniss der bisher hinlaneglich bekannten Eingeweidewürmer, nebts einer Abhandlungen über ihre Anverwandschaften (Munich, 1787), Bayerische Flora (Munich, 1789), Primitiæ floræ salisburgensis, cum dissertatione prævia de discrimine plantarum ab animalibus (Frankfort, 1792), Abhandlungen einer Privatgesellschaft vom Naturforschern und ökonomen in Oberteutschland (Munich, 1792), Reise nach den südlichen Gebirgen von Bayern, in Hinsicht auf botanische und ökonomische Gegenstände (Munich, 1793), etc. Sa principale œuvre demeure sans doute Flora monacensis (Munich, 1811-1820). Dans Plantæ rariores horti academici Monacensis descriptæ et iconibus illustratæ (1819), il décrit les plantes cultivées dans le jardin de Munich. Il étudie également les insectes, la physiologie des plantes et champignons ainsi que le mouvement des infusoires.